# Filip Perić (Handballspieler, 1996)
Filip Perić (* 18. Oktober 1996 in Pula) ist ein kroatischer Handballspieler auf der Spielposition Rechtsaußen.

## Karriere
Perić begann seine Karriere im Profibereich bei RK Poreč. 2015/16 feierte er mit der Teilnahme am EHF-Pokal sein Debüt in einem internationalen Bewerb. Ab Anfang 2021 lief der Linkshänder für RK Zagreb auf. In dieser Saison nahm er mit dem Team an der EHF Champions League teil. 2022 wechselte er zurück zu RK Poreč, ehe er im November 2022 von Handball Tirol verpflichtet wurde.2024/25 konnte er mit den Tirolern den österreichischen Pokalbewerb gewinnen.

## Saisonstatistik

### HLA Meisterliga
| Saison    | Verein         | Spielklasse     | Spiele | Tore | 7-Meter        | Feldtore |
| --------- | -------------- | --------------- | ------ | ---- | -------------- | -------- |
| 2022/23   | Handball Tirol | HLA Meisterliga | 020    | 107  | 28/35          | 079      |
| 2023/24   | Handball Tirol | HLA Meisterliga | 024    | 154  | 60/79          | 094      |
| 2024/25   | Handball Tirol | HLA Meisterliga | 025    | 143  | 59/73          | 084      |
| 2022–2025 | gesamt         | HLA Meisterliga | 069    | 404  | 147/187 (79 %) | 257      |

## Erfolge
- Handball Tirol
  - 1× Österreichischer Pokalsieger 2024/25